# Stazione di Sommacampagna-Sona
Stazione di Sommacampagna-Sona vasútállomás Olaszországban, Veneto régióban, mely Sommacampagna és Sona településeket szolgálja ki.

## Vasútvonalak
Az állomást az alábbi vasútvonalak érintik:
- Milánó–Velence-vasútvonal

## Kapcsolódó állomások
A vasútállomáshoz az alábbi állomások vannak a legközelebb: 
- Stazione di Castelnuovo del Garda
- Lugagnano railway halt